# Náhuatl central de Veracruz
El náhuatl central de Veracruz (autoglotónimo: nawatláhtolli), mexicano de Orizaba o náhuatl de la Sierra de Zongolica es la variedad de dialectos del idioma náhuatl o mexicano hablada hacia el sur de la ciudad de Orizaba hasta la Sierra de Zongolica, siendo estudiado y difundido por instituciones de gobierno y educativas como la Universidad Veracruzana, promoviendo la conservación y creación literaria por medio de la Academia Veracruzana de Lenguas Indígenas.
Según el INALI es hablado en los municipios veracruzanos de Acultzingo, Atlahuilco, Camerino Z. Mendoza, Coetzala, Ixhuatlancillo, Ixtaczoquitlán, Orizaba (Ahuilizapan, Ahauializapan), Coscomatepec, Los Reyes, Magdalena, Mixtla de Altamirano, Nogales, Omealca, Rafael Delgado, San Andrés Tenejapan, Soledad Atzompa, Tequila, Texhuacán, Tezonapa, Tlaquilpa, Tlilapan, Xoxocotla, Zongolica. De estos los más estudiados y con mayor población indígena son Zongolica, Tehuipango, Soledad Atzompa, Rafael Delgado y Tequila. Cuenta con alrededor de 130,000 hablantes tanto bilingües como monolingües.

## Antecedentes
Es aceptado por los investigadores que esta variante tiene su origen en las migraciones nonohualcas-chichimecas del siglo XIII, descritas por la Historia Tolteca-Chichimeca que también dieron origen a las variantes de “Santa María La Alta”, “Suroriental de Puebla” y “Sierra Negra del Sur”, de donde se desprende que la zona puede ser entendida como el desarrollo de dos subgrupos: los tzoncoliuhques y los chalchiuhcalcas.
Esta variante es vista por los investigadores de Grottolog como estrechamente ligado a las variantes del sur de Puebla. Lo que también hacen los investigadores de Ethnologue al señalar su relación con el habla de una zona cercana a la presa Miguel Alemán, en Puebla (con código ISO 639-3 npl) y la zona noroccidental de Acatlán, Oaxaca.

## Fonología
En esta variante para su enseñanza se usa de una escritura moderna donde se usa la letra /k/ para fonemas que en español escribimos con /c/ (ante /a/, /o/) y /qu/; el uso de /w/ para sustituir /hu/ y /uh/. Además los investigadores han encontrado el uso diferenciado de vocales largas.

## Literatura
Fragmento de un texto en Náhuatl central de Veracruz:
Mīzton īvan Tzināka.
“1. Yi kanah kēski tónalli, ītech se yówalli, onikittak nomīston ompa kalihtik kimomaa īvan  se tzināka. 2. Kualtzin motta kēnīn momaah, ivan tzināka, nēs nō kimati mopalēvis kēnih, īvan san ik mochiva keh yomikki, ke tanto kimaa. 3. Īvan tōs īhkón ōnmokahtok tepitzin, tōs mistōn oksappa īnāvak yavi, tzikuinisnēki.”
El Gato y el Murciélago.
“1. Alguna vez cierto día, durante la noche, vi a mi gato allá dentro de la casa que quería atrapar un murciélago. 2. Bonito se veía como lo atrapaba, y el murciélago parecía querer dejarse, que al final así sucedió que murió. 3. Y entonces así  cuando intentaba escaparse un poco, entonces el gato otra vez iba sobre él, queriendo saltarle.”